# Альдо Фабріці
А́льдо Фабрі́ці (італ. Aldo Fabrizi, МФА: [ˈaldo faˈbrittsi]; 1 листопада 1905, Рим — 2 квітня 1990, Рим) — італійський актор, кінорежисер, сценарист та комік.

## Біографія
Альдо Фабріці народився 1 листопада 1905 року в Римі, Італія, в бідній родині. У 1931 році дебютував на естрадних оглядах, як актор-комік та автор, створюючи характерні побутові типи італійської вулиці. У 1942 вперше з'явився на кіноекрані. Популярність Фабріці принесла роль римського священика дона П'єтро, який кинув виклик фашистам в роки німецької окупації міста в класичному неореалістичному фільмі Роберто Росселліні «Рим, відкрите місто» (1945).
За час своєї кінокар'єри Фабріці знявся у понад 80 кінострічках, серед яких «Жити в мирі» (1946), «Поліцейські та злодії» (1951), «Перше причастя» (1951), «Пройдисвіти» (1959), «Ангел у червоному» (1960), «Зроблено в Італії» (1965) і «Ми так любили одне одного» (1974). Поєднував акторську роботу з діяльністю режисера та сценариста у фільмах: «Емігранти» (1949), «Сім'я Пассагвайо» (1951), «Сім'я Пассагвайо багатіє» (1951), «Тато стає мамою» (1952), «Вкрали трамвай» (1955) та ін.
З середини 1970-х років Фабріці став рідше зніматися, присвятивши багато часу написанню серії кухарських книг, що стали в Італії бестселерами.

## Фільмографія
| Рік  |   | Українська назва                       | Оригінальна назва                                 | Роль                                                     |
| ---- | - | -------------------------------------- | ------------------------------------------------- | -------------------------------------------------------- |
| 1942 | ф | Попереду вільно!                       | Avanti c'è posto...                               | Чезаре Монтані                                           |
| 1943 | ф | Кампо де фьорі                         | Campo de' fiori                                   | Пеппіно                                                  |
| 1943 | ф | Остання карета                         | L'ultima carrozzella                              | Антонио Урбані                                           |
| 1945 | ф | Рим, відкрите місто                    | Roma, città aperta                                | дон П'єтро Пеллегріні, священик                          |
| 1946 | ф | Мій син — професор                     | Mio figlio professore                             | Ораціо Беллі                                             |
| 1947 | ф | Жити в мирі                            | Vivere in pace                                    | дядько Тінья                                             |
| 1947 | ф | Злочин Джованні Епіскопо               | Il Delitto di Giovanni Episcopo                   | Джованні Епіскопо                                        |
| 1947 | ф | Різдво в таборі 119                    | Natale al campo 119                               | Джузеппе Манчіні, римлянин                               |
| 1950 | ф | Перше причастя                         | Prima comunione                                   | Карло Карлоні                                            |
| 1950 | ф | Собаче життя                           | Vita da cani                                      | Ніно Мартоні, директор театру-кабаре                     |
| 1950 | ф | Франциск, менестрель Божий             | Francesco, giullare di Dio                        | Миколай, тиран                                           |
| 1951 | ф | Антоніо з Падуї                        | Antonio di Padova                                 | Ецценліно Да Романо                                      |
| 1951 | ф | Париж завжди Париж                     | Parigi è sempre Parigi                            | Андреа де Анджеліс                                       |
| 1951 | ф | Поліцейські та злодії                  | Guardie e ladri                                   | Лоренцо Боттоні, поліцейський                            |
| 1951 | ф | Панове, у вагон!                       | Signori, in carrozza!                             | Вінченцо Нарді                                           |
| 1952 | ф | П'ять бідняків на автомобілі           | 5 poveri in automobile                            | Чезаре Бароні                                            |
| 1952 | ф | Тато стає мамою                        | Papà diventa mamma                                | синьйор Пепе                                             |
| 1952 | ф | Колишні часи                           | Altri tempi                                       | продавець книг                                           |
| 1953 | ф | Перше кохання                          | L'età dell'amore                                  | Колетті, батько Анетти                                   |
| 1953 | ф | Голос тиші                             | La voce del silenzio                              | Піо Фабіані                                              |
| 1953 | ф | Одна з тих                             | Una di quelle                                     | медик                                                    |
| 1954 | ф | Сто років кохання                      | Cento anni d'amore                                | Дон П'єтро, приходський священик (новела «Гарібальдіна») |
| 1954 | ф | Таке життя                             | Questa è la vita                                  | професор Фабіо Горі                                      |
| 1955 | ф | Випадок у в'язниці                     | Accadde al penitenziario                          | Чезаре                                                   |
| 1955 | ф | Трохи неба                             | Un po' di cielo                                   | П'єтро Мальтоні                                          |
| 1956 | ф | Гвардія, гвардійці і бригадний генерал | Guardia, guardia scelta, brigadiere e maresciallo | бригадир П'єтро Спаціані                                 |
| 1956 | ф | Донателла                              | Donatella                                         | батько Донателлі                                         |
| 1956 | ф | Вкрали трамвай                         | Hanno rubato un tram                              | Чезаре Манчіні, вагоновод                                |
| 1957 | ф | Маестро                                | El Maestro                                        | Джованні Меріно                                          |
| 1958 | ф | Деспоти                                | I prepotenti                                      | Чезаре Пінеллі                                           |
| 1958 | ф | Першотравень                           | Premier mai                                       | літній водій вантажівки                                  |
| 1959 | ф | Пройдисвіти                            | I Tartassati                                      | Фабіо Топпоні                                            |
| 1959 | ф | Фердинанд I                            | Ferdinando I. re di Napoli                        | селянин                                                  |
| 1960 | ф | Ангел у червоному                      | The Angel Wore Red                                | Канон Рота                                               |
| 1960 | ф | Солдат з половиною                     | Un militare e mezzo                               | сержант Джованні Россі                                   |
| 1960 | ф | Тото, Фабріці та нинішня молодь        | Totò, Fabrizi e i giovani d'oggi                  | Джузеппе д'Аморе                                         |
| 1961 | ф | Тисяча і одна ніч                      | Le Meraviglie di Aladino                          | султан                                                   |
| 1962 | ф | Найкоротший день                       | Il Giorno più corto                               | Факкіно                                                  |
| 1963 | ф | Чотири мушкетери                       | I Quattro moschettieri                            | Бубуль                                                   |
| 1963 | ф | Тото проти чотирьох                    | Totò contro i 4                                   | Дон Амількаре                                            |
| 1963 | ф | Чотири таксисти                        | I 4 tassisti                                      | сеньйор Джіджі (новела «Людина в синьому»)               |
| 1965 | ф | Зроблено в Італії                      | À l'italienne                                     | батько Гавіно (новела «Работа»)                          |
| 1967 | ф | Три укуси на яблуці                    | Three Bites of the Apple                          | доктор Манцоні                                           |
| 1971 | ф | Справа Коза Ностра                     | Cose di Cosa Nostra                               | бригадир Альдо Панцарані                                 |
| 1973 | ф | Тоска                                  | Tosca                                             | La Tosca / губернатор                                    |
| 1974 | ф | Ми так любили одне одного              | C'eravamo tanto amati                             | Ромоло Катеначчі                                         |
| 1975 | ф | Барон                                  | I baroni                                          | монсеньйор                                               |
| 1977 | ф | Нерон                                  | Nerone                                            | генерал Альба                                            |
| 1977 | ф | Гінеколог на держслужбі                | Il ginecologo della mutua                         | П'єтро Мансоне                                           |
| 1986 | ф | Бездумний Джованні                     | Giovanni Senzapensieri                            | Джино                                                    |

Режисер, сценарист та продюсер
| Рік  | Назва українською             | Оригінальна назва                | Сценарист | Режисер | Продюсер |
| ---- | ----------------------------- | -------------------------------- | --------- | ------- | -------- |
| 1942 | Попереду вільно!              | Avanti c'è posto…                | Так       |         |          |
| 1943 | Кампо де фьорі                | Campo de' fiori                  | Так       |         |          |
| 1943 | Остання карета                | L'ultima carrozzella             | Так       |         |          |
| 1946 | Мій син — професор            | Mio figlio professore            | Так       |         |          |
| 1947 | Жити в мирі                   | Vivere in pace                   | Так       |         |          |
| 1947 | Злочин Джованні Епіскопо      | Il delitto di Giovanni Episcopo  | Так       |         |          |
| 1947 | Різдво в таборі 119           | Natale al campo 119              | Так       |         |          |
| 1948 | Емігранти                     | Emigrantes                       | Так       | Так     |          |
| 1950 | Ласкаво просимо, преподобний! | Benvenuto reverendo!             | Так       | Так     | Так      |
| 1950 | Собаче життя                  | Vita da cani                     | Так       |         |          |
| 1951 | Поліцейські та злодії         | Guardie e ladri                  | Так       |         |          |
| 1951 | Сім'я Пассагвайо              | La famiglia Passaguai            | Так       | Так     | Так      |
| 1952 | П'ять бідняків на автомобілі  | 5 poveri in automobile           | Так       |         |          |
| 1952 | Тато стає мамою               | Papà diventa mamma               | Так       | Так     | Так      |
| 1952 | Сім'я Пассагвайо багатіє      | La famiglia Passaguai fa fortuna | Так       | Так     |          |
| 1953 | Одна з тих                    | Una di quelle                    | Так       | Так     | Так      |
| 1954 | Таке життя                    | Questa è la vita                 | Так       | Так     |          |
| 1955 | Папуги                        | I pappagalli                     | Так       |         |          |
| 1956 | Вкрали трамвай                | Hanno rubato un tram             | Так       | Так     |          |
| 1957 | Маестро                       | El maestro                       | Так       | Так     |          |
| 1958 | Хулігани                      | I prepotenti                     | Так       |         |          |
| 1959 | Пройдисвіти                   | I tartassati                     | Так       |         |          |
| 1960 | Солдат з половиною            | Un militare e mezzo              | Так       |         |          |
| 1971 | Справа Коза Ностра            | Cose di Cosa Nostra              | Так       |         |          |

## Нагороди та номінації
| Нагороди та номінації Альдо Фабріці               | Нагороди та номінації Альдо Фабріці | Нагороди та номінації Альдо Фабріці  | Нагороди та номінації Альдо Фабріці |
| Рік                                               | Категорія                           | Фільм                                | Результат                           |
| ------------------------------------------------- | ----------------------------------- | ------------------------------------ | ----------------------------------- |
| Міжнародний кінофестиваль у Локарно               |                                     |                                      |                                     |
| 1947                                              | Приз за найкращий сценарій          | Жити і мирі (у співавторстві)        | Перемога                            |
| Італійський національний синдикат кіножурналістів |                                     |                                      |                                     |
| 1951                                              | Найкращий актор                     | Перше причастя                       | Перемога                            |
| 1975                                              | Найкращий актор другого плану       | Ми так любили одне одного            | Перемога                            |
| Премія «Юссі»                                     |                                     |                                      |                                     |
| 1954                                              | Найкращий іноземний актор           | Жити в мирі та Поліцейські та злодії | Перемога                            |
| Давид ді Донателло                                |                                     |                                      |                                     |
| 1981                                              | Золота медаль міста Рима            | Золота медаль міста Рима             | Перемога                            |
| 1988                                              | Давид да Донателло за кар'єру       | Давид да Донателло за кар'єру        | Перемога                            |

## Родина та особисте життя
Альдо Фабріці був одружений зі співачкою Беатріче Роккі, яка народила синів-близнюків. Його сестра Єлена Фабріці (1915—1993) також була акторкою.
Помер Фабріці від хвороби серця в Римі 2 квітня 1990 року, через кілька днів після отримання почесної національної премії Давид ді Донателло.